# Chiesa di Sant'Elia (Nuragus)
La chiesa di Sant'Elia è una chiesa campestre situata in territorio di Nuragus, centro abitato della Sardegna centrale. Consacrata al culto cattolico, fa parte della parrocchia di Santa Maria Maddalena, arcidiocesi di Oristano.

La chiesa, edificata in forme romaniche, risale al decimo-undicesimo secolo, ma pesanti interventi di restauro ne hanno compromesso l'aspetto originario. L'edificio presenta un'aula a tre navate con archi a tutto sesto e copertura in coppo sorretto da capriate.